# Bimota KB2
La KB2 est un modèle de motocyclette de la marque italienne Bimota.
La KB2 a également été appelé KB2 Laser.
Le moteur provient de la Kawasaki Z500. C'est un quatre cylindres en ligne, quatre temps, refroidi par air et alimenté par quatre carburateurs Teikei de 28 mm, développant 48 chevaux à 8 500 tr/min pour un couple de 3,8 mkg à 7 800 tr/min.

La moto pèse 167 kg à sec.
Elle utilise un cadre treillis tubulaire.
La fourche télescopique de 40 mm de diamètre est de marque Italia et le monoamortisseur arrière est un De Carbon réglable en dix positions.
Le bras oscillant est monté suivant un système appelé « De Flex ». Son axe coïncide avec celui du pignon de sortie de boîte de vitesses.
Le freinage est assuré par Brembo, avec deux disques de 280 mm de diamètre à l'avant et un disque de 210 mm de diamètre à l'arrière.
Les jantes en magnésium sont signées Campagnolo.
Parallèlement, Bimota sort la KB2S, avec un moteur de Z550, développant 54 chevaux à 8 800 tr/min et 4,8 mkg à 8 500 tr/min.

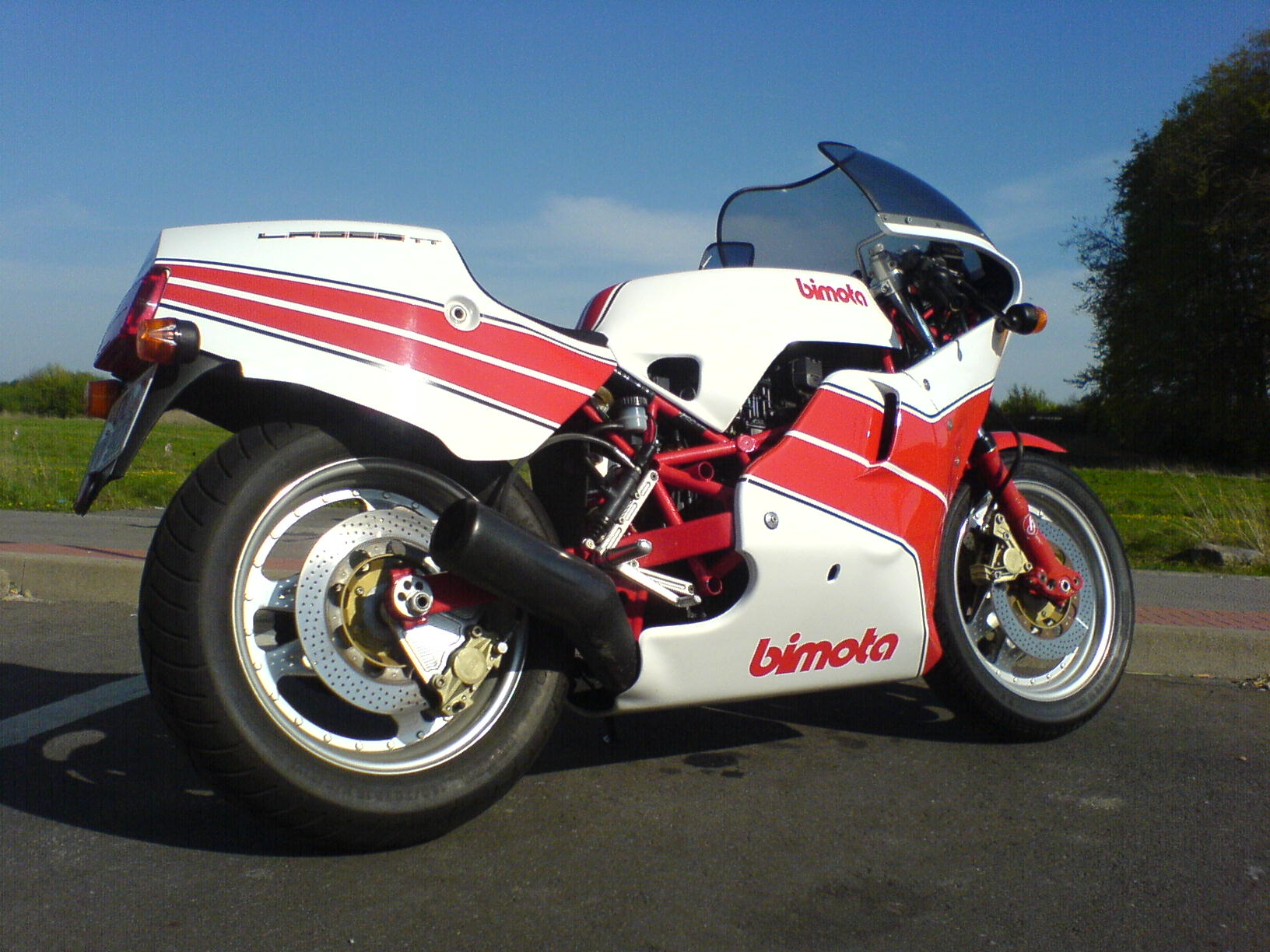
KB2TT vue arrière

La firme de Rimini a également mis sur le marché la KB2TT, toujours avec un moteur de Z550 mais réalésé à 593 cm3, développant 63 chevaux à 10 000 tr/min. Les disques de frein en acier sont remplacés par des modèles en aluminium.
Il est également sortie une KB2J, réservée au marché japonais, utilisant un moteur de Z400.
Les différentes versions de la KB2 étaient vendues soit montées, soit en kit. Pour la KB2 standard, on dénombre 29 machines en kit et 8 montées. Pour la KB2S, on dénombre 50 machines en kit et 22 montées. Pour la KB2TT, on dénombre 28 machines en kit et 34 montées. 6 machines (dont 5 vendues en kit) ont été réservées à la compétition.
La KB2 était disponible en blanc avec deux bandes rouges, en gris avec deux bandes rouges ou en blanc avec un damier rouge. Elles ont été produites respectivement à 163, 10 et 4 exemplaires. Elles portaient un monogramme « Laser » sur le dosseret de selle.